# メガ・キャリア
メガ・キャリア (Mega-carrier, Mega carrier) とは国際的な大規模事業者（または巨大企業）のことで、「大きい」の意味があるメガと（人・物・情報を）「運ぶ者」の意味があるキャリアの合成語である。

## 概要
インフラストラクチャーを担う事業体として国主導の運営・すみわけ（競争排除）があったが、各事業分野の規制緩和、公企業体の民営化、グローバリゼーションを背景とした多国籍化が行われたことで、国内だけでなく世界的に見ても巨大といえる会社が誕生していった。企業戦略としてM&A, スピンオフ（ビジネス）、アライアンスが行われ、大競争（メガ・コンペティション）が起きている。

## 船会社の場合
船会社では「太平洋、欧州、大西洋などの基幹航路のうち複数の航路にサービスを持つこと」と定義される。また、陸運・海運・空運を一体とした総合物流の動きがみられる。
- マースクライン
- MSC (海運業)
- エバーグリーン
- CMA CGM
- CSCL（中国）[2]

## 航空会社の場合
航空会社では「最後のノンアライアンスメガキャリア」と言われた日本航空 がワンワールドに加盟した2007年時点で、すべてのメガ・キャリア が航空連合に加盟した。
日本の航空業界 では、日本航空と全日本空輸のような従来型のサービスを提供する航空自由化前からある大手を「フルサービスキャリア（FSC:Full Service Carrier）」、1986年から始まったスカイマーク等の規制緩和政策による新規参入会社を「新興エアライン」、低価格を売りにするジェットスター・ジャパンなどを「格安航空会社」に分類することもある。FSCは「レガシーキャリア（LC: Legacy Carrier）」「フルサービスエアライン（FSA: Full Service Airline）」「ネットワークキャリア（NC: Network Carrier）」とも呼ばれる。
- エールフランス - KLM
- ルフトハンザドイツ航空
- ブリティッシュ・エアウェイズ
- シンガポール航空
- キャセイパシフィック航空[9]
- 日本航空[3]
- 全日本空輸
- デルタ航空
- アメリカン航空
- ユナイテッド航空

## 通信会社の場合
通信業界では、BTとMCI（破綻）のコンサート、フランステレコムとドイツテレコムとスプリント（アメリカ）のグローバルワン、AT&Tとシンガポール・テレコムとKDDIのワールドパートナーズカンパニーアライアンスがあったが、いずれも解消され、水平階層（端末、ネットワーク、プラットフォーム、コンテンツ・アプリケーション）と垂直階層（固定電話、携帯電話、CATV、衛星放送、地上波放送）において水平統合・垂直統合・水平分離・垂直分離が起きている。この背景にはインターネットと移動体通信の広がりがある。